# Anton Kolar (dirigent)
Anton Kolar, slovenski dirigent, skladatelj, pianist, violinist, tolkalist in glasbeni esejist, * 24. januar 1942, Beograd, † oktober 2021, Weimar, Nemčija.
Kolar je študiral Akademiji za glasbo v Ljubljani in na Visoki šoli za glasbo v Hamburgu. Obvladuje mnoge glasbene instrumente. Njegova glasbena kariera je bogata in poteka od timpanista v Simfoničnem orkestru Slovenske Filharmonije do umetniškega vodje in dirigenta mnogih svetovnih orkestrov. V Sloveniji nastopa redko. Živel in deloval je v Weimarju, kjer je tudi pokopan.